# 大迫亮
大迫 亮（おおさこ りょう、1987年5月24日 - ）は、日本の男性元プロボクサー、元アマチュアボクシング選手。埼玉県深谷市出身。熊谷コサカボクシングジム所属選手としてプロデビュー、2007年6月より協栄ボクシングジム所属。階級はスーパーウェルター級 - ミドル級。

## 来歴
深谷市立常盤小学校2年生からボクシングを始め、父親と共に地元埼玉の熊谷ボクシングジムに通うようになる。
花咲徳栄高等学校では、1年次にNEW!!わかふじ国体で史上初の高校1年生で少年ミドル級優勝、2年次はインターハイミドル級準優勝・彩の国まごころ国体少年ミドル級優勝・高校選抜ウェルター級優勝、3年次アジアU-20日本代表5位入賞インターハイミドル級優勝・高校選抜ウェルター級連覇・晴れの国おかやま国体少年ミドル級優勝と国体少年の部を史上初の3連覇。粟生隆寛に次ぐ史上2人目の高校6冠達成となった。
2006年、高校卒業後、熊谷コサカジムに正式入門。4月、プロテスト合格。
2006年9月18日、プロデビュー戦をペットナムエーク・シットサイトン（タイ）と対戦。2Rにダウンを奪い、3Rにもダウンを奪ったところで1分26秒KO勝ち。この試合に対し、東日本ボクシング協会の平成18年9月度月間新人賞を受けた。
2007年3月19日、プロ2戦目をチャイチャナ・ウィンディージム（タイ）と対戦。4R1分22秒TKO勝ち。
2007年5月21日、協栄ジムへ移籍することが報道された。同ジムには高校の2年先輩である渡部あきのりも所属している。
2007年6月18日、6回戦を2度経験しての移籍初戦として、初の8回戦で呉必勝（韓国）と対戦し、80-73、79-74、79-75の3-0で判定勝ち。この試合を最後に引退している。

## 戦績
- アマチュアボクシング：58戦53勝 (20KO・RSC) 5敗
- プロボクシング：3戦3勝 (2KO)

## 獲得タイトル

### アマチュア
- 第58回国体少年の部ミドル級優勝
- 第58回インターハイミドル級準優勝
- 第59回国体少年の部ミドル級優勝
- 第15回高校選抜ウェルター級優勝
- 第59回インターハイミドル級優勝
- 第16回高校選抜ウェルター級優勝
- 第60回国体少年の部ミドル級優勝